# Amalendu Krishna
Amalendu Krishna (nascido em 2 de agosto de 1971) é um matemático indiano, vinculado à  Escola de Matemática do Tata Institute of Fundamental Research (TIFR), em Mumbai. Ele é especialista em sistema de ciclos e K-teoria. Ele foi premiado com o  Shanti Swarup Bhatnagar Prize for Science and Technology, o principal prêmio de ciência, matemática e tecnologia na Índia, na categoria de ciências matemáticas, em 2016.
Ele recebeu o Prêmio Ramanujan ICTP no ano de 2015. De acordo com o site do Centro Internacional de Física Teórica: "O prêmio é o reconhecimento das relevantes contribuições de Krishna na área da K-teoria algébrica, na álgebra dos ciclos e na teoria dos motivos. Em seu trabalho, Krishna, tem demonstrado um impressionante domínio de um assunto técnico, aplicando as teorias modernas da K-teoria e a teoria dos motivos de Voevodsky para o estudo de problemas concretos."